# Sakura-ku (Saitama)
Sakura-ku (jap. 桜区, ‚Kirsch-Bezirk‘) ist ein Stadtbezirk (ku) der japanischen Stadt Saitama. Sakura liegt am Fluss Arakawa in der Nähe von Tokio.

## Geschichte
Als eigenständige Stadt mit über 500.000 Einwohnern war Urawa bis 2001 der Verwaltungssitz der Präfektur Saitama auf Honshū, der Hauptinsel von Japan. Am 1. Mai 2001 wurde Urawa als Stadt (Shi) aufgelöst und mit Ōmiya, Yono und Iwatsuki zur neuen Präfekturhauptstadt Saitama zusammengelegt, in der die ehemalige Stadt Urawa die südlichen Stadtbezirke Sakura-ku, Urawa-ku, Minami-ku (‚Südbezirk‘) und Midori-ku (‚grüner Bezirk‘) bildet.

## Verkehr

### Straße
- Nationalstraße 17 nach Tōkyō oder Niigata

### Zug
- JR Saikyō-Linie
- JR Musashino-Linie nach Funabashi und Fuchu